# 2016 코파 델 레이 결승전
2016 코파 델 레이 결승전(스페인어: La Final de la Copa del Rey de 2016)은 2016년 5월 22일에 열린 축구 경기로, 스페인의 최고 축구 컵대회인 코파 델 레이의 112번째 결승전이며, 2015-16 시즌 우승자를 가리기 위해 진행되었다.
이 경기의 승자는 전 시즌에도 우승을 거두었던 바르셀로나로, 세비야를 연장전 끝에 2-0으로 이기고 2년 연속 우승이자 통산 28번째 우승을 거두었다. 안드레스 이니에스타는 이 경기에서 2번의 도움을 기록한 리오넬 메시를 제치고 경기 최우수 선수로 선정되었다.
바르셀로나가 라 리가와 코파 델 레이를 모두 석권함에 따라 수페르코파 데 에스파냐에서 맞대결을 벌이는 구단도 바르셀로나와 세비야가 되었다.

## 배경
바르셀로나는 이 대회 전까지 37번의 코파 델 레이 결승전에 출전했는데, 레알 마드리드만이 그보다 많은 39번의 결승전에 진출했지만, 바르셀로나는 27번으로 역대 최다 우승을 기록했다. 바르셀로나는 또한 전 시즌 결승전에서 아틀레틱 빌바오를 안방 캄 노우에서 이기고 정상을 차지하기도 했다.
세비야는 통산 7번의 결승전에 진출했는데, 가장 최근에 우승한 대회는 2009-10 시즌으로, 캄 노우에서 열린 결승전에서 아틀레티코 마드리드를 2-0으로 이겼었다. 세비야가 가장 최근에 준우승을 차지한 시즌은 1961-62년으로 레알 마드리드와의 결승전에서 1-2로 패했다. 2016년 결승전은 두 구단이 맞붙은 사상 첫 결승전이기도 했다.
이번 결승전은 아틀레티코 마드리드의 안방 구장인 마드리드의 비센테 칼데론에서 열리는 13번째 결승전이었다. 바르셀로나는 앞서 1968년, 1981년, 그리고 2012년에 이 곳에서 열린 결승전에서 승리했고, 반대로 1974년과 1986년 결승전에는 패했었다. 세비야는 이 구장에서 벌어지는 결승전에 오른 것은 이번이 처음이지만 스페인 수도의 다른 구장에서 열린 결승전에서 세 차례 우승을 거두었었다.
두 구단은 2015년 8월 11일에 트빌리시에서 열린 UEFA 슈퍼컵에서 처음으로 맞대결을 펼쳤는데, 바르셀로나가 연장전 끝에 5-4로 이겼었다.
양측 모두 결승전에 오는 과정에서 대첩을 일구어내기도 했다: 바르셀로나는 8번의 경기에서 25득점 8실점을 기록했는데, 같은 경기 수에서 세비야는 22번 골망을 흔들었고, 준결승 2차전에서만 단 2번만 골문이 열렸었다.

## 결승전까지의 경기
| 바르셀로나      | 바르셀로나 | 바르셀로나         | 단계     | 세비야     | 세비야 | 세비야             |
| --------------- | ---------- | ------------------ | -------- | ---------- | ------ | ------------------ |
| 상대            | 결과       | 상세 결과          |          | 상대       | 결과   | 상세 결과          |
| 비야노벤세      | 6–1        | 0–0 원정; 6–1 안방 | 32강전   | 로그로녜스 | 5–0    | 3–0 원정; 2–0 안방 |
| 에스파뇰        | 6–1        | 4–1 안방; 2–0 원정 | 16강전   | 베티스     | 6–0    | 2–0 원정; 4–0 안방 |
| 아틀레틱 빌바오 | 5–2        | 2–1 원정; 3–1 안방 | 8강전    | 미란데스   | 5–0    | 2–0 안방; 3–0 원정 |
| 발렌시아        | 8–1        | 7–0 안방; 1–1 원정 | 준결승전 | 셀타 비고  | 6–2    | 4–0 안방; 2–2 원정 |

### 바르셀로나

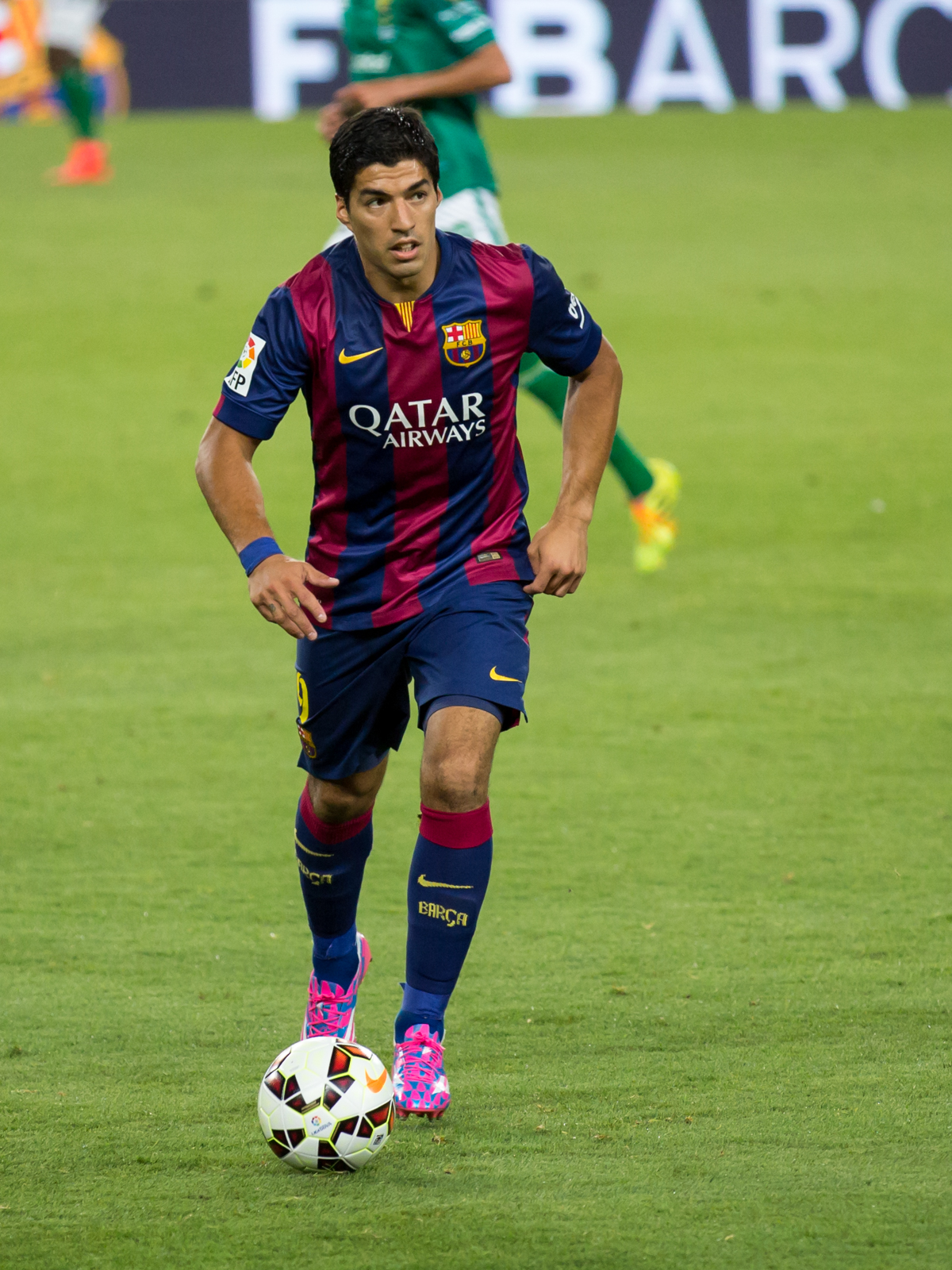
루이스 수아레스는 바르셀로나가 결승전에 오르기까지 5차례 득점을 올렸는데, 이 중 7-0으로 이긴 발렌시아전에서 4골을 폭격했다.

라 리가에 속한 바르셀로나는 세군다 디비시온 B에 속한 비야노벤세와의 32강전부터 대회를 시작했다. 2015년 10월 28일, 비야누에바 데 라 세레나에서 벌어진 1차전은 루이스 엔리케 감독이 경험이 일천한 신예 선수를 내세워 득점 없이 무승부로 끝났다. 그러나, 12월 2일에 캄 노우에서 벌어진 2차전에서 바르셀로나가 6-1 승리를 거두었다. 다니 아우베스가 경기 시작 4분 만에 먼 거리에서 골문을 열었고, 산드로가 해트트릭을 완성했으며, 무니르까지 2골을 추가했다.
바르셀로나는 16강전에서 연고지 숙적인 에스파뇰과 바르셀로나 더비를 치렀다. 두 구단 간의 맞대결은 2016년 1월 6일에 바르셀로나의 4-1 안방 1차전 승리로 끝났는데, 리오넬 메시가 2골, 제라르 피케와 네이마르가 1골씩 기록해 9분에 펠리페 카이세도가 기록한 선제골을 뒤집고 대승을 거두었다. 에스파뇰의 에르난 페레스와 파프 디오프가 막판에 퇴장당하면서 수적 우세도 점했는데, 디오프는 항의하다가 퇴장당했다. 양 측은 RCDE 스타디움에서 1주 뒤에 재회했는데, 무니르가 전반전과 후반전에 1골씩 넣어 바르셀로나가 2-0으로 또다시 승리했다. 무니르는 루이스 수아레스가 에스파뇰과의 1차전 후 패싸움에 휘말려 징계를 받으면서 이 경기에 대신 출전했다.
지난 시즌에 결승전에서 맞대결을 벌인 바르셀로나와 아틀레틱 빌바오는 이번 대회 8강에서 재회했다. 2016년 1월 20일에 산 마메스에서 벌어진 맞대결은 무니르와 네이마르의 전반전 득점으로 2-1 바르셀로나 승리로 끝났다. 2차전 경기는 1주일 뒤에 벌어졌는데, 바스크 구단은 이냐키 윌리암스의 선제골로 앞서갔지만, 바르셀로나가 수아레스, 피케, 네이마르의 연속 득점으로 역전승을 거두었다.
바르셀로나는 준결승전에서 발렌시아를 만나 2016년 2월 3일에 안방에서 벌어진 1차전 경기에서 7-0 대승을 거두었다. 수아레스는 4골을, 메시는 3골을 기록했다. 1주 후, 메스타야에서 벌어진 경기에서, 발렌시아가 알바로 네그레도의 골로 앞서갔지만, 윌프리 카프툼의 동점골이 터지면서 무승부로 끝났고, 바르셀로나는 무패행진 기록을 29경기로 늘렸다.

### 세비야

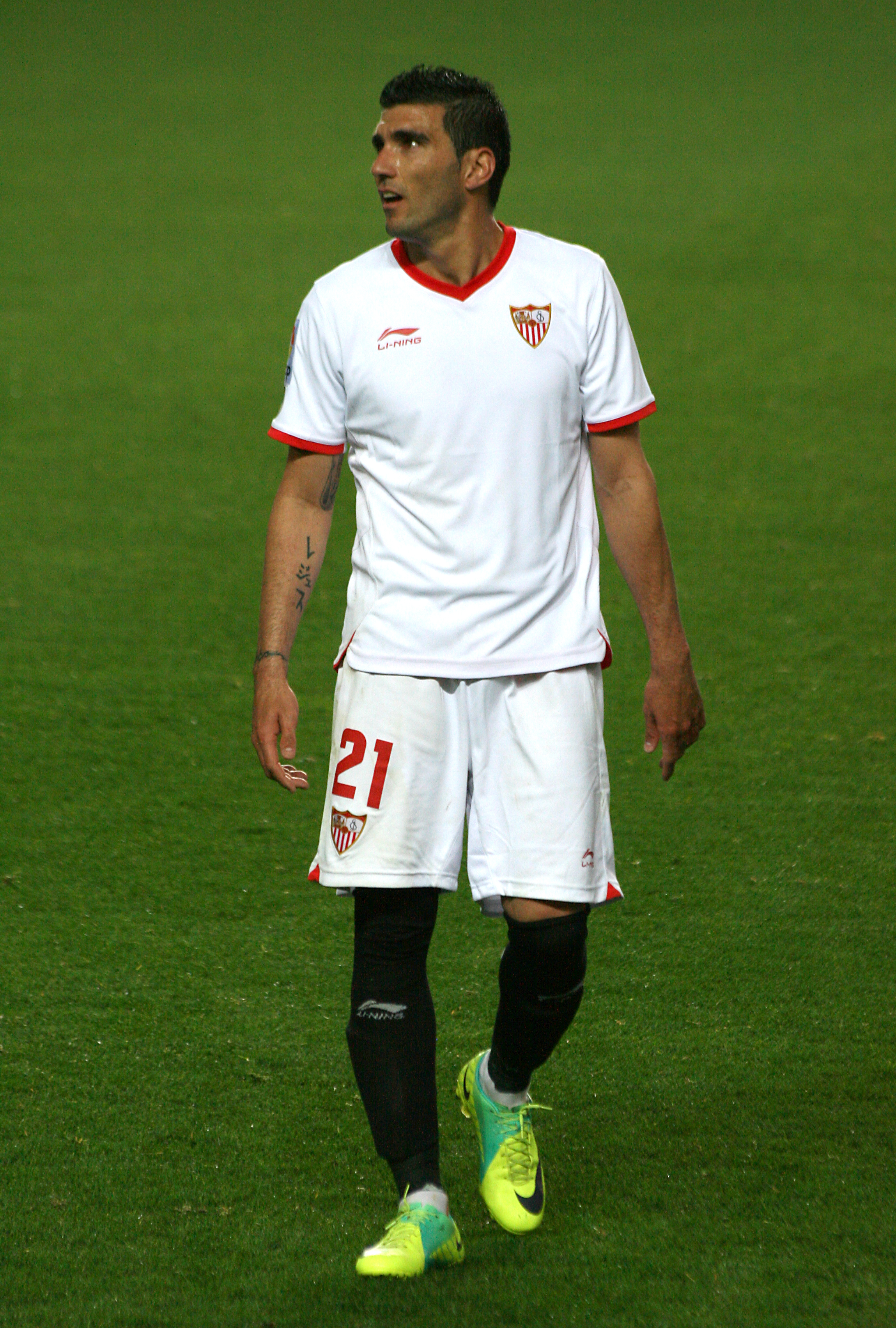
호세 안토니오 레예스는 결승전에 오른 세비야의 주장을 맡았는데, 2골을 득점하기도 했다.

세비야도 라 리가에 속한 구단으로 바르셀로나처럼 첫 경기 상대가 3부 리그에 속한 로그로녜스였다. 세비야는 2015년 12월 2일에 라 리오하에서 열린 1차전에서 코케, 미카엘 크론-델리, 그리고 치로 임모빌레의 연속골로 3-0 완승을 거두었다. 2주 후에 산체스 피스후안에서 진행된 경기도 임모빌레와 주장 호세 안토니오 레예스의 골에 힘입어 2-0으로 이겼다.
바르셀로나와 마찬가지로 세비야도 16강 상대가 같은 연고지 숙적인 베티스였다. 2016년 1월 6일에 적지에서 벌어진 원정 경기에서는 크론-델리와 그제고시 크리호비아크가 전후반에 1골씩 기록해 2-0으로 이겼다. 안방에서 벌어진 2차전은 4-0으로 이겼는데, 전반전에는 레예스와 아딜 라미가 후반전에는 케뱅 가메이로와 가엘 카퀴타가 이어서 득점포를 가동했다.
세비야의 8강전 상대는 유일한 세군다 디비시온 생존 구단인 미란데스였다. 2016년 1월 21일에 벌어진 1차전 안방 경기는 전반전 스티븐 은존지의 골과 후반전 추가 시간 비톨로의 골로 2-0으로 이겼다. 1주 뒤에 미란다 데 에브로에서는 세비야가 9분 만에 비센테 이보라의 페널티킥 골로 더욱 앞서나갔고, 후안 무뇨스와 코케도 골망을 흔들었다.
세비야는 준결승전에서 셀타 비고를 상대하며 진정한 시험대에 올랐다. 2016년 2월 4일에 안방에서 경기를 치른 세비야는 라미가 안달루시아 연고 구단을 전반에 1-0으로 앞서나가게 했고, 페널티킥을 실축한 가메이로가 3분 간격으로 2번 골망을 흔들었다. 전 셀타 선수 크론-델리가 확인사살골로 4-0 승리에 방점을 찍었다. 발라이도스에서 벌어진 2차전에서, 셀타는 전 세비야 공격수 이아고 아스파스에 2골을 실점해 끌려갔고, 막판에 은존지가 퇴장당했지만, 에베르 바네가와 예우헨 코노플랸카의 연속골로 경기를 무승부로 끝냈다.

## 경기 전
본래 카탈루냐 독립을 상징하는 에스텔라다의 반입이 "작전 및 보안 상의 사유"로 금지되었었다. 마드리드 법원은 바르셀로나의 항의에 따라 표현의 자유가 위배됨을 인용하여 판결을 뒤집었다. 카탈루냐 정부 대통령 카를레스 푸지데몬은 카탈루냐 독립기 반입이 금지될 경우 경기 참관을 거부할 것임을 밝혔다. 금지가 철회되기 전, 카탈루냐 독립주의자는 그들이 영국의 비슷한 입장에 있다고 생각하는 스코틀랜드 국기 10,000장을 배부할 예정이었다.

## 경기

### 요약
하비에르 마스체라노는 36분에 케뱅 가메이로의 옷을 끌고 페널티 구역에서 넘어뜨려 퇴장당했다. 에베르 바네가도 추가 시간에 네이마르의 명백한 득점 기회를 저지하면서 레드카드를 받아 퇴장당했다. 90분의 접전에서 단 한 골도 터지지 않으면서, 경기는 연장전으로 이어졌다. 조르디 알바가 97분에 왼발로 5.5미터 거리에서 골키퍼를 넘겨 낮게 선제골을 기록했는데, 그는 중원의 리오넬 메시가 넘긴 공을 받아넣었다. 네이마르도 경기 종료를 앞두고 메시로부터 공을 받아 왼발로 낮게 깔아차 2-0 쐐기골을 기록했다. 다니엘 카히수는 30초 간격으로 연장전 추가 시간에 두 장의 카드를 받아 퇴장당했는데, 첫 카드는 메시를 걸고 넘어져 받았고, 두 번째 카드는 심판에 망언을 하여 받았다. 메시는 비록 연장전에 바르셀로나의 골을 두 차례 모두 도왔지만, 안드레스 이니에스타가 경기 내내 꾸준히 활약하여 경기 최우수 선수로 선정되었다.

### 상세 경기 정보
| 바르셀로나                 | 2–0 (연) | 세비야 |
| -------------------------- | -------- | ------ |
| 알바 97′ · 네이마르 120+2′ | 리포트   |        |

| 바르셀로나 | 세비야 |

| GK            | 1  | 마크-안드레 테어 슈테겐    |     |      |
| RB            | 6  | 다니 아우베스              | 90′ |      |
| CB            | 3  | 제라르드 피케              |     |      |
| CB            | 14 | 하비에르 마스체라노        | 36′ |      |
| LB            | 18 | 조르디 알바                | 87′ | 120′ |
| CM            | 4  | 이반 라키티치              |     | 46′  |
| CM            | 5  | 세르히오 부스케츠          |     |      |
| CM            | 8  | 안드레스 이니에스타 (주장) | 90′ |      |
| RW            | 10 | 리오넬 메시                |     |      |
| LW            | 11 | 네이마르                   | 89′ |      |
| CF            | 9  | 루이스 수아레스            |     | 57′  |
| 교체 명단:    |    |                            |     |      |
| GK            | 13 | 클라우디오 브라보          |     |      |
| MF            | 7  | 아르다 투란                |     |      |
| MF            | 12 | 하피냐                     |     | 57′  |
| FW            | 17 | 무니르                     |     |      |
| MF            | 20 | 세르지 로베르토            |     | 120′ |
| MF            | 22 | 알레시 비달                |     |      |
| DF            | 24 | 제레미 마티외              |     | 46′  |
| 감독:         |    |                            |     |      |
| 루이스 엔리케 |    |                            |     |      |

| GK            | 1  | 세르히오 리코           |        |      |
| RB            | 25 | 마리아누                |        | 80′  |
| CB            | 6  | 다니엘 카히수           | 120+1′ |      |
| CB            | 3  | 아딜 라미               | 73′    |      |
| LB            | 18 | 세르히오 에스쿠데로     | 104′   |      |
| CM            | 4  | 그제고시 크리호비아크   | 92′    |      |
| CM            | 8  | 비센테 이보라           | 90+5′  | 106′ |
| RW            | 23 | 코케 (주장)             |        |      |
| AM            | 19 | 에베르 바네가           | 90+2′  |      |
| LW            | 20 | 비톨로                  | 75′    |      |
| CF            | 9  | 케뱅 가메이로           | 114′   |      |
| 교체명단:     |    |                         |        |      |
| GK            | 31 | 다비드 소리아           |        |      |
| MF            | 10 | 호세 안토니오 레예스    |        |      |
| FW            | 11 | 후안 무뇨스             |        |      |
| MF            | 14 | 세바스티안 크리스토포로 |        |      |
| DF            | 21 | 니콜라스 파레하         |        |      |
| MF            | 22 | 예우헨 코노플랸카       | 102′   | 80′  |
| FW            | 24 | 페르난도 요렌테         |        | 106′ |
| 감독:         |    |                         |        |      |
| 우나이 에메리 |    |                         |        |      |

| 부심: 후안 카를로스 유스테 히메네스 로베르토 알론소 페르난데스 대기심: 헤수스 힐 만사노 제2 대기심: 앙헬 네바도 로드리게스 | 경기 규정 - 90분 - 필요시 연장전 30분 - 연장전 이후 동점시 승부차기 - 교체 선수 7명 등록, 최대 선수 3명 교체 가능 |